# Sorsk
Sorsk [sórsk] (rusko Сорск) je mesto v Rusiji v republiki Hakasiji. Leži ob reki Sori 145 km severozahodno od glavnega mesta Abakana. Leta 2010 je imelo 12.982 prebivalcev.
Ustanovljen je bil v 1940-tih kot delovno naselje Dzeržinski. Status mesta ima od leta 1966.